# 高橋雄之助
高橋 雄之助（たかはし ゆうのすけ、1907年（明治40年）5月28日 - 1983年（昭和58年）1月24日）は、日本の政治家。参議院議員（2期）。

## 来歴
秋田県南秋田郡旭川村（現・秋田市）生まれ。14歳のとき、北海道河西郡芽室町上美生に移住。
1947年（昭和22年）の北海道議会議員選挙に日本農民党公認で十勝支庁管内選挙区から立候補して初当選を果たした。1948年（昭和23年）芽室町農業協同組合設立と同時に組合長就任（1979年まで）。道議会議員は1期で退任した。1957年（昭和32年）JA北海道中央会長（1972年まで）。
1965年（昭和40年）第7回参議院議員通常選挙に北海道選挙区から出馬し、初当選（自由民主党）。1968年（昭和43年）第2次佐藤第1次改造内閣北海道開発政務次官就任。1971年（昭和46年）第9回参議院議員通常選挙再選。1976年（昭和51年）福田赳夫内閣北海道開発政務次官。1977年（昭和52年）第11回参議院議員通常選挙で、北農中央会副会長の北修二を後継者として政界引退。同年秋の叙勲で勲二等旭日重光章。同年8月芽室町社会福祉事業費として100万円寄付により同年11月30日紺綬褒章受章。
1979年（昭和54年）芽室町名誉町民。1983年1月24日、脳血栓のため死去した。死没日をもって正四位に叙される。
1984年（昭和59年）芽室公園に胸像が建立された。